# Coryssodactylus
Coryssodactylus là một chi bọ cánh cứng trong họ 
Elateridae.
Chi này được miêu tả khoa học năm 1897 bởi Schwarz.

## Các loài
Các loài trong chi này gồm:
- Coryssodactylus puerulus Candèze
- Coryssodactylus puerulus (Candèze, 1889)